# Stephan Ludwig Roth
Pour les articles homonymes, voir Roth.
Stephan Ludwig Roth, né le 24 novembre 1796 à Mediasch et mort exécuté le 11 mai 1849, est un intellectuel saxon transylvanien, enseignant, pédagogue, historien et pasteur luthérien. Il se distingue pendant la révolution de 1848 en Transylvanie où il lutte contre le servage et la discrimination entre les communautés ethniques. Les Roumains constituant l'essentiel de la population de Transylvanie, il conteste la décision de la Diète Magyar qui y imposait le hongrois comme langue officielle.

## Biographie

### Jeunesse
Stephan Ludwig Roth est né à Mediasch (Principauté de Transylvanie, partie de l'Empire autrichien). Il est le fils de Gottlieb Roth, recteur du gymnase Mediasch, et de Marie Elisabeth Roth Gunesch. 

### Études
Après des études à Mediasch, à Hermannstadt (ancien nom de Sibiu) et à l'Université Eberhard Karl de Tübingen, Roth montre en 1818 de l’intérêt pour les sciences de l'enseignement en voyageant en Suisse où il recueille l'expérience des projets de Johann Heinrich Pestalozzi à Yverdon-les-Bains. Il devient collaborateur de Pestalozzi, publie Der Sprachunterricht (ouvrage sur l'apprentissage des langues) et termine un doctorat en philosophie à Tübingen en 1820.

### Carrière
De retour en Transylvanie, il suit les traces de son père à la tête du gymnase de Mediasch à partir de 1831 et devient pasteur en 1837 à l’âge de 41 ans.

### Action politique
Dans les débats soulevés par la Diète transylvaine en 1841, il propose que les lois soient publiées en latin, hongrois et allemand, que la langue de la Diète reste le hongrois en raison des anciennes traditions, mais que l'administration publique communique avec le peuple simultanément en hongrois, allemand et roumain, faisant ainsi du roumain également une langue officielle en région, soulignant son ascendant sur toutes les autres langues et son statut de lingua franca dans la composition ethnique du pays, une idée rendue publique dans son œuvre de 1842, Der Sprachkampf in Siebenbürgen : 

« Les messieurs de la Diète de Klausenburg ont peut-être donné naissance à une langue officielle, et maintenant ils se réjouissent que l'enfant soit né [...]. Cependant, nous avons déjà une langue du pays. Ce n'est pas l'allemand, ni pas non plus la langue hongroise, mais la langue valachienne ! Nous pouvons prendre des mesures et menacer comme bon nous semble, c'est ainsi et pas autrement. »

« Lorsque deux personnes de nationalités différentes, qui ne peuvent pas se parler, se rencontrent, c'est la langue valachienne qui sert de traduction. Peu importe si l'on voyage ou va au marché, tout le monde peut parler le valachien. Avant d'essayer de voir si l'on peut parler l'allemand ou le hongrois, la discussion commence en Valachien. »

Alors qu'il est contre l'assimilation culturelle des Roumains, Roth a toujours soutenu que l'élément saxon en Transylvanie pouvait être renforcé en encourageant de nouveaux colons allemands à emménager.
Alors qu'il avait initialement soutenu en mars 1848 l'union entre la Transylvanie et la Hongrie lors des Lois d'avril pour la modernisation du Royaume de Hongrie en un État-nation, Stephan Ludwig Roth finalement rejette cette union et irrite un peu plus la sensibilité hongroise après avoir été mécontent du manque de garanties des droits ethniques, tout en essayant de construire un pont entre les Saxons et les Roumains. Ainsi, le 15 mai 1848, il assiste au premier rassemblement ethnique roumain à Câmpia Libertății (près de Blasendorf (ancien nom de Blaj), et écrit à ce sujet dans la presse locale, ses articles montrant son soutien total au mouvement et soulignant la contribution d'Avram Iancu à la cause.

### Affrontement entre l’Autriche et la Hongrie
Avec le déclenchement des violents affrontements entre les troupes impériales autrichiennes et hongroises en octobre 1848, Roth devient membre du Comité de pacification d'Hermannstadt et, en novembre, commissaire des villages saxons de Nagy-Küküllő (allemand : Groß-Kokel, roumain : Târnava-Mare), ainsi que l'administrateur de facto du comté respectif.

### Amnistie puis condamnation
Avec les victoires hongroises de janvier 1849, les structures de gouvernement local prennent fin. Le général Józef Bem offre l'amnistie aux administrateurs et Roth se retire à Muzsna (roumain : Moșna, allemand : Meschen). Cependant, en février 1849, Lajos Kossuth met en place des tribunaux militaires avec László Csányi, commissaire du gouvernement de Transylvanie, où les affaires de pré-amnistie sont rejugées, appuyées par un décret du Parlement. Le 21 avril 1849, sur ordre de Csányi, Roth est arrêté à son siège, avec les charges suivantes : 
1. Accepter un emploi sous occupation ennemie ;
2. Introduction du roumain comme langue officielle dans le comté (avec un document écrit en roumain faisant office de preuve) ;
3. Rattachement de 13 villages du comté aux , ce qui est considéré comme une violation du territoire hongrois ;
4. Vol de la population hongroise en tant que leader de la révolte saxonne et Valachianne.

Stéphan Ludwig Roth interdit expressément aux paysans locaux d'exercer de la violence dans sa défense contre les autorités hongroises. Il est amené à Kolozsvár (allemand : Klausenburg, roumain : Cluj) et le 11 mai 1849, moins d'un mois après l'annulation de l'amnistie du général Józef Bem, est traduit en cour martiale pour haute trahison contre la Hongrie et est rapidement exécuté. Il écrit à ses enfants avant sa mort : « mort ou vivant, je n'ai jamais été l'ennemi de la nation hongroise. Croyez-moi, mourant au moment même où tout mensonge cessera d'exister ». Józef Bem a expliqué que Lajos Kossuth considérait la peine de mort comme une erreur, et s'il avait eu connaissance à temps de la condamnation de Roth, il aurait pu empêcher son exécution.

## Hommage
- La ville roumaine de Médias possède un lycée nommé Lycée Stephan Ludwig Roth (ro) (Liceul Teoretic Stephan Ludwig Roth)